# Distrikt Cutervo
Der Distrikt Cutervo liegt in der Provinz Cutervo in der Region Cajamarca im Norden Perus. Der Distrikt entstand während den Gründungsjahren der Republik Peru. Er besitzt eine Fläche von 430 km². Beim Zensus 2017 wurden 51.309 Einwohner gezählt. Im Jahr 1993 lag die Einwohnerzahl bei 50.953, im Jahr 2007 bei 53.075. Sitz der Distrikt- und Provinzverwaltung ist die 2647 m hoch gelegene Stadt Cutervo mit 20.830 Einwohnern (Stand 2017). Cutervo befindet sich 93 km nordnordwestlich der Regionshauptstadt Cajamarca.

## Geographische Lage
Der Distrikt Cutervo befindet sich in der peruanischen Westkordillere im Süden der Provinz Cutervo. Der Río Chotano fließt entlang der südlichen und entlang der westlichen Distriktgrenze in nördlicher Richtung. Der Río Chilac, linker Quellfluss des Río Silaco, entwässert den Osten des Areals nach Osten.
Der Distrikt Cutervo grenzt im Südwesten an die Distrikte Cochabamba, Huambos und Querocoto (alle drei in der Provinz Chota), im Norden und im Nordosten an die Distrikte Querocotillo, Santo Domingo de la Capilla und Socota sowie im Osten an die Distrikte Tacabamba, Chiquirip, Chota und Lajas (alle vier in der Provinz Chota).

## Ortschaften
Neben dem Hauptort gibt es folgende größere Ortschaften im Distrikt:
- Adcuñac
- Ambulco Grande
- Aullan
- Conday
- Conga de Allanga
- Cruz Roja
- Cullanmayo
- El Cardon
- La Colca
- La Congona
- Lanche
- Libertad de Naranjito de Camse
- Llipa
- Luzpampa
- Mamabamba
- Pampcancha
- Patahuaz
- Rambran
- Relopampa
- Sagual
- Santa Clara de Camse
- Sumidero
- Urcurume
- Valle Callacate
- Vista Alegre de Camse
- Vista Alegre de la Sola
- Yacancate
- Yatun